# Kuglački klub Purger Zagreb
Kuglački klub "Purger" (KK "Purger"; Purger Zagreb; Purger) je bio muški kuglački klub iz Zagreba, Republika Hrvatska. 

## O klubu
Klub je osnovan u svibnju 1946. godine kao kugklačka sekcija športskog društva "Končar" (povremeno i kao "Rade Končar"). "Končar" je koristio više kuglana u Zagrebu, a najdulje kuglanu u sklopu "Doma Sportova", a 1987. godine prelazi u kuglanu "Pongračevo". 
 
Osamostaljenjem Hrvatske, "Končar" igra u "2. hrvatskoj ligi – Centar". 1998. godine dolazi do promjene imena u KK "Zagreb" i klub osvaja "2. HKL – Centar". Međutim, 1999. godine vodstvo kluba daje veću prednost ženskoj sekciji, te se muški klub izdvaja u novi klub – Kuglački i bowling klub "Purger", (koji je imao i kuglački i bowling sekciju). Ženska ekipa vratila se u 1. Hrvatsku ligu, a muška se plasirala u 1.B Hrvatsku ligu. Zbog nemogućnosti financiranja dvije ekipe u najvišem rangu natjecanja, klub (KK Zagreb) se orijentirao isključivo na žensko kuglanje. U sezoni 2000./01. je osvojena "1. B HKL – Sjever", te "Purger" sezonu 2001./02. igra u "Prvoj A hrvatskoj ligi", a jedan od igrača je bio i jedan od najvećih hrvatskih kuglača – Nikola Dragaš. 
 
Klub potom igra u "2. HKL – Centar" i "3. HKL – Centar", a nakon sezone 2005./06. kuglačka se sekcija gasi, dok bowling sekcija nastavlja s radom.

## Uspjesi

### Ekipno

#### nakon 1991.
1. B HKL – Sjever
- prvak: 2000./01.

2. HKL – Centar
- prvak: 1998./99.

#### do 1991.
Prvenstvo SR Hrvatske – narodni način
- prvak: 1952.

## Pregled plasmana po sezonama
| sezona                 | rang lige | liga              | poz.   | klubova u ligi | ut     | pob    | ner    | por    | poen+  | poen-  | bod    | napomene | izvori |
| Zagreb                 | Zagreb    | Zagreb            | Zagreb | Zagreb         | Zagreb | Zagreb | Zagreb | Zagreb | Zagreb | Zagreb | Zagreb | Zagreb   | Zagreb |
| ---------------------- | --------- | ----------------- | ------ | -------------- | ------ | ------ | ------ | ------ | ------ | ------ | ------ | -------- | ------ |
| 1998./99.              | III.      | 2. HKL – Centar   | 1.     |                |        |        |        |        |        |        |        |          |        |
| Purger / Purger-Zagreb |           |                   |        |                |        |        |        |        |        |        |        |          |        |
| 1999./2000.            | II.       | 1. B HKL – Sjever | 10.    | 12             | 22     | 8      | 0      | 14     | 67     | 109    | 16     |          |        |
| 2000./01.              | II.       | 1. B HKL – Sjever | 1.     | 12             | 22     | 14     | 3      | 5      | 112    | 64     | 31     |          |        |
| 2001./02.              | I.        | 1. A HKL          | 11.    | 12             | 22     | 6      | 1      | 15     | 64     | 112    | 13     |          |        |
| 2002./03.              |           |                   |        |                |        |        |        |        |        |        |        |          |        |
| 2003./04.              | III.      | 3. HKL – Centar   | 10.    | 12             | 22     | 8      | 3      | 11     | 80     | 96     | 19     |          |        |
| 2004./05.              | III.      | 3. HKL – Centar   | 3.     | 12             | 22     | 16     | 0      | 6      | 109,5  | 66,5   | 32     |          |        |
| 2005./06.              | III.      | 3. HKL – Centar   | 3.     | 12             | 22     | 16     | 0      | 5      | 109,5  | 66,5   | 32     |          |        |
|                        |           |                   |        |                |        |        |        |        |        |        |        |          |        |
|                        |           |                   |        |                |        |        |        |        |        |        |        |          |        |

## Poznati igrači
- Nikola Dragaš

## Unutarnje poveznice
- Kuglački klub Zagreb
- Bowling klub Purger Zagreb

## Vanjske poveznice
- kuglanje.hr, BK Purger – 820010 (Zagrebački kuglački savez)